# Żona fil-Baħar fl-inħawi tal-Graben ta´ Medina
Żona fil-Baħar fl-inħawi tal-Graben ta´ Medina este o arie protejată (sit de importanță comunitară — SCI) din Malta întinsă pe o suprafață de 91.192,67 ha, integral pe uscat.

## Localizare
Centrul sitului Żona fil-Baħar fl-inħawi tal-Graben ta´ Medina este situat la coordonatele 35°32′53″N 14°16′54″E / 35.5481°N 14.2818°E.

## Înființare
Situl Żona fil-Baħar fl-inħawi tal-Graben ta´ Medina a fost declarat sit de importanță comunitară în iunie 2018 pentru a proteja 2 specii de animale.

## Biodiversitate
Situată în ecoregiunea marină mediteraneană, aria protejată conține 1 habitat natural: Recifuri.
La baza desemnării sitului se află mai multe specii protejate:
- mamifere (1): delfin mare (Tursiops truncatus)
- reptile (1): Caretta caretta